# Calle de Magallanes
La calle de Magallanes es una vía pública de la ciudad española de Madrid, situada en los barrios de Arapiles y Vallehermoso, distrito de Chamberí.

## Descripción
La vía discurre desde la calle de San Bernardo hasta poco después de la de Donoso Cortés. Honra con el título a Fernando de Magallanes, militar, explorador, marino y navegante del siglo XVI; encabezó una expedición que, aunque ya fallecido él, completaría la primera circunnavegación de la Tierra. Aparece descrita en Las calles de Madrid (1889) de Hilario Peñasco de la Puente y Carlos Cambronero con las siguientes palabras:

Magallanes. Comienza en la prolongación de la calle de San Bernardo y termina en el campo. Es de apertura reciente. D. Fernando de Magallanes nació en Portugal, en la segunda mitad del siglo XV, y después de haber servido en la India á las órdenes de Alburquerque, pasó á España y se alistó en las banderas de Carlos V, á quien propuso la conquista de las islas Molucas. En esta expedición atravesó el estrecho que lleva su nombre y llegó en sus descubrimientos hasta la isla de Cebú, donde fué muerto por los indígenas en un encuentro el año 1522. En esta calle se hallan los siguientes cementerios: General del Norte, construído en 1809 bajo los planos de Villanueva, teniendo á su entrada una cruz de granito que procede de un antiguo calvario; Patriarcal, construído en época moderna, y el de la Sacramental de San Luis, único cuyo aspecto viene á ser, en cierto modo, agradable, ó menos repulsivo que los anteriores.
(Peñasco de la Puente y Cambronero, 1889, p. 308)

En la vía estuvieron los cementerios del Norte, de la Patriarcal y de la Sacramental de San Luis.